# Ingvar Svensson
Lars Ingvar Levi Svensson, född 30 april 1944 i Osby, är en svensk politiker (kristdemokrat). Han var 1979–1988 chefredaktör för tidningen Kristdemokraten och riksdagsledamot för Kristdemokraterna från 1991 till 1994 samt åren 1998 till 2010. Svensson var invald för Stockholms läns valkrets.